# Versandhauskatalog

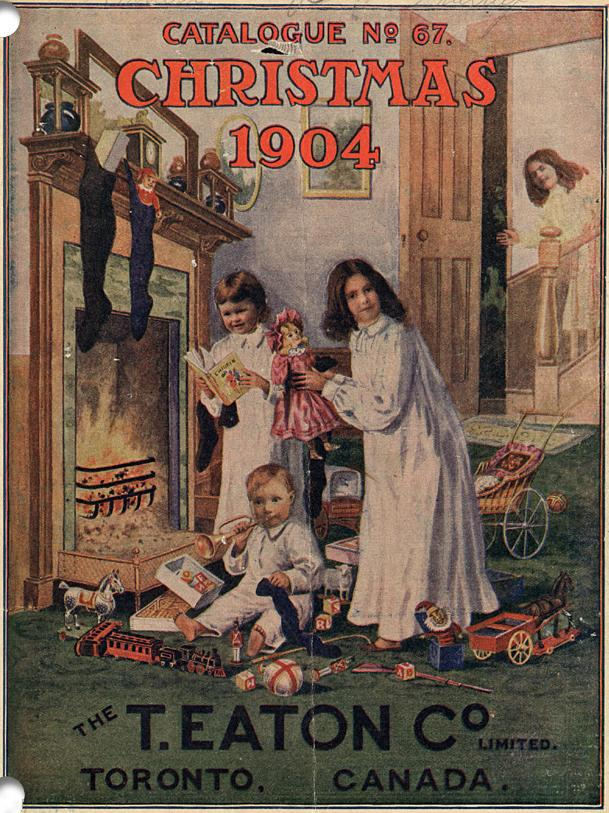
Eatons Weihnachtsversandkatalog von 1904

Ein Versandhauskatalog ist ein Verzeichnis von Waren, die ein bestimmtes Versandhaus anbietet; er ist eine besonders ausführliche Form des Werbeprospekts.
Im Versandhauskatalog werden in der Regel die Waren abgebildet und illustriert. Dazu findet man in Textform häufig strukturiert weitere Informationen zum Artikel, in jedem Fall beispielsweise den Preis. Dieser ist meist in auffälliger Gestaltung neben der Warenabbildung abgedruckt.

## Geschichte
Der US-amerikanische Unternehmer Aaron Montgomery Ward verschickte seinen ersten Versandkatalog im Jahre 1872 für sein Versandgeschäft in Chicago. Er bestand aus einem einzigen Blatt mit den Angeboten und den Versandbedingungen.
Im deutschsprachigen Raum wurden die ersten bebilderten Kataloge ab 1886 von dem bereits im Jahr 1870 gegründeten und bis heute als Versandgeschäft tätigen Herrenausstatter Mey & Edlich versendet. Damit gilt der damalige sächsische Hoflieferant Mey & Edlich als Begründer des deutschen Versandgeschäftes. Die Idee des Versandhauskatalogs griff in Deutschland ansonsten vermutlich Josef Witt, Gründer des Versandhandels Witt Weiden als einer der Ersten auf. Witt führte 1907 eine Auswahl seiner Produktpalette in einem Verzeichnis mit ansprechenden Beschreibungen und Illustrationen auf. Sein Ziel dabei war, seinen Kundenstamm unabhängig von der geographischen Ansiedlung der potentiellen Kunden zu erweitern.
Kastner & Öhler Versand wurde 1887 in Graz gegründet und ist damit wohl das älteste Versandhaus in Österreich.
Populäre Versandhauskataloge im deutschsprachigen Raum waren im Universal-Handelsbereich etwa die Kataloge von Otto, Quelle, Neckermann oder im Spezialbereich Conrad Electronic.

„Ja, es gibt sie noch, ‚unsere kleinbürgerliche Hölle‘. Mit diesen Worten hatte 1960 der junge Hans Magnus Enzensberger das Warenangebot von Neckermann in kulturkritischer Absicht charakterisiert. Er begründete damit für die junge Bundesrepublik das Genre der Versandhauskatalog-Rezension. Diese Art der Lektüre wurde seitdem immer wieder bemüht, um in den Konsumbibeln des Wirtschaftswunders von Neckermann, Otto oder Quelle dem Zeitgeist auf die Schliche zu kommen.“

Im Zuge der Online-Warenpräsentation ist die Bedeutung der Kataloge seit den 2000er Jahren stark zurückgegangen. Die Kataloge von Quelle und Neckermann haben ihr Erscheinen zwischenzeitlich eingestellt. Es besteht jedoch weiterhin eine Nachfrage nach Katalogen in digitaler Form. Eine Handvoll Plattformen teilen sich den Markt, auf denen Anfragen nach PDF-Katalogen oder online blätterbaren Katalogen in Verzeichnissen gelistet an die jeweiligen Anbieter weitergeleitet werden. Dies sind beispielsweise – seit über 20 Jahren am Markt – katalog.com, der Katalog-Kiosk und 123kataloge.
In Kooperation mit dem Versandhandelsverband BEVH vergibt die Redaktion des Branchenfachmagazins Versandhausberater seit 2001 jährlich einen Jury-Preis für die besten gedruckten Versandhauskataloge in Deutschland, um den aktuellen Stand der Katalogproduktion in Deutschland zu dokumentieren. Eingereicht werden können Komplett-, Haupt- und Teilkataloge. Im Jahr 2020 platzierte die Jury sechs aktuelle Kataloge auf die Shortlist.